# Agronomía
Agronomía est un des quarante-huit quartiers de Buenos Aires.